# Lepidocephalichthys irrorata
Lepidocephalichthys irrorata és una espècie de peix de la família dels cobítids i de l'ordre dels cipriniformes.

## Morfologia
- Els mascles poden assolir 34 cm de llargària total.
- Nombre de vèrtebres: 30-31.[5][6]

## Hàbitat
Viu en zones de clima tropical.

## Distribució geogràfica
Es troba a l'Índia i Bangladesh.